# Ангела Вінклер
Ангела Вінклер (нім. Angela Winkler; нар. 22 січня 1944, Темплін) — німецька кіноактриса.

## Біографія
Народилась в Темпліні, Вінклер навчалась на медичного технолога у Штутгарті. Зацікавившись театром, вона поїхала до Мюнхена, де навчалася акторської майстерності з Ернстом Фріцем Фюрбрінгером. У 1967 році вона зіграла свою першу роль у театрі в Касселі.
У 1969 році вона зіграла головну роль у фільмі Пітера Флейшмана Jagdszenen aus Niederbayern. Побачивши цей фільм, Пітер Стейн запропонував їй місце в Berliner Schaubühne. Вінклер виступала в Берліні з 1971 по 1978 рік.
Її наступний фільм The Lost Honour of Katharina Blum, режисер Фолькер Шлондорф і Маргарете фон Тротта, зробив її зіркою в 1975 році. За роль Катаріни Блум вона отримала Deutscher Filmpreis. У 1979 році вона завоювала міжнародну популярність як мати Оскара Мацерата in Schlöndorff's в оскароносному фільмі, Бляшаний барабан (фільм).
Ангела Вінклер живе зі скульптором Вігандом Віттігом і має чотири дитини.

## Фільмографія
- Hunting Scenes from Bavaria (1969)
- The Lost Honour of Katharina Blum (1975)
- Die Linkshändige Frau (1978) Режисер: Петер Гандке
- Messer im Kopf (1978) Режисер: Reinhard Hauff
- Germany in Autumn (1978)
- The Tin Drum (film)|The Tin Drum (1979)
- Letzte Liebe(1979)
- Провінціалка (1981)
- Дантон (1983)
- Sheer Madness|Heller Wahn (1983)
- Ediths Tagebuch (fr) (1983)[1]
- De grens (1984)
- Bronsteins Kinder (1991)
- Відео Бенні (1992)
- Der Kopf des Mohren (1995)
- Die Gustav Scholz Story (1998)
- Das Geheimnis im Moor (2006)
- Die Flucht(2007)
- Ferien (2007)
- House of the Sleeping Beauties (2008)
- Three (2010)
- 2016: кінець ночі (2011)
- Зільс-Марія (2014)
- Темрява (телесеріал) (2017, 2019)
- Суспірія / Suspiria (2018)

## Нагороди
- 2006: Ibsen Centennial Commemoration Award

## Театр
- 1996 Вишневий сад, Антон чехов (Бурґтеатр, Вена) Режисер: Петер Цадек
- 1999 Гамлет , Вільям Шекспір (Wiener Festwochen) Режисер: Петер Цадек
- 2000 Rosmersholm, Генрік Ібсен (в ролі Ребекки, Бурґтеатр, Вена) Режисер: Петер Цадек
- 2002 Anatol,Артур Шніцлер (в ролі Габріель, Бурґтеатр, Вена) Режисер: Люк Бонді
- 2003 Ніч ігуани,Теннессі Вільямс (as Hannah Jelkes, Бурґтеатр, Вена) Режисер: Петер Цадек
- 2003 Мамаша Кураж і її діти, Бертольт Брехт (в ролі Матері Кураж, німецький театр Берліну) Режисер: Петер Цадек
- 2004 Пер Ґюнт, Генрік Ібсен (as Aase, ансамбль Берлінер) Режисер: Петер Цадек
- 2005 Зимова казка, Вільям Шекспір (as Paulina, ансамбль Берлінер) Режисер: Роберт Вілсон
- 2007 Тригрошова опера, Бертольт Брехт (as Jenny, ансамбль Берлінер) Режисер: Роберт Вілсон